# エウヘニオ・メナ
エウヘニオ・エステバン・メナ・レベコ（Eugenio Esteban Mena Reveco、1988年7月18日 - ）は、チリ・バルパライソ州ビニャ・デル・マール出身のプロサッカー選手。チリ代表。ウニベルシダ・カトリカ所属。ポジションは、ディフェンダー。

## 経歴

### クラブ
サンティアゴ・ワンダラーズのユースチームで育成され、2008年にトップチームデビュー。2009年10月のサン・マルコス・デ・アリカ戦でプロ初ゴール。
2010年7月、ウニベルシダ・デ・チレが50万ドルでメナの保有権の半分を買い取った。移籍当初は出番に恵まれなかったが、2011年にホルヘ・サンパオリ監督が就任すると信頼を勝ち取った。
2013年7月、サントスFCに買い取りオプション付きのレンタルで加入。すぐにレギュラーを獲得すると、2014年6月にサントスが買い取りオプションを行使し完全移籍に移行した。
2015年1月、給料未払いを理由にサントスとの契約を解除。その後、クルゼイロECと契約を結んだ。

### 代表
U23年代からチリ代表に選出されており、トゥーロン国際大会の2009年大会と翌2010年大会に参加した。
2010年9月に行われたウクライナとの試合でA代表初出場。2012年3月のペルー戦で初ゴール。
2014 FIFAワールドカップでは全4試合にスタメン出場した。

## 代表歴

### 出場大会
- チリ代表
  - 2014 FIFAワールドカップ

### 試合数
- 国際Aマッチ 72試合 3得点（2010年-）[7]

| チリ代表 | 国際Aマッチ | 国際Aマッチ |
| 年       | 出場        | 得点        |
| -------- | ----------- | ----------- |
| 2010     | 1           | 0           |
| 2011     | 1           | 0           |
| 2012     | 7           | 2           |
| 2013     | 14          | 1           |
| 2014     | 10          | 0           |
| 2015     | 9           | 0           |
| 2016     | 8           | 0           |
| 2017     | 3           | 0           |
| 2018     | 2           | 0           |
| 2019     | 1           | 0           |
| 2020     | 0           | 0           |
| 2021     | 11          | 0           |
| 2022     | 4           | 0           |
| 2023     | 1           | 0           |
| 2024     |             |             |
| 通算     | 72          | 3           |

### 得点
| # | 開催日        | 会場                    | 対戦国 | スコア | 結果 | 試合概要 |
| - | ------------- | ----------------------- | ------ | ------ | ---- | -------- |
| 1 | 2012年3月21日 | Estadio Carlos Dittborn | ペルー | 3–1    | 3–1  | 親善試合 |
| 2 | 2012年4月11日 | Estadio Jorge Basadre   | ペルー | 1–0    | 3–0  | 親善試合 |
| 3 | 2013年8月14日 | Brøndby Stadium         | イラク | 1–0    | 6–0  | 親善試合 |

## タイトル

### クラブ
ウニベルシダ・デ・チレ
- プリメーラ・ディビシオン (3): 2011アペルトゥーラ, 2011クラウスーラ, 2012アペルトゥーラ
- コパ・スダメリカーナ (1): 2011
- コパ・チレ (1): 2012–13

ラシン・クラブ
- プリメーラ・ディビシオン (1): 2018–19

### 代表
- コパ・アメリカ: 2015, 2016

### 個人
- プリメーラ・ディビシオン年間ベストイレブン: 2012